# St. Johannes (Oelde)
Die katholische Pfarrkirche St. Johannes der Täufer ist ein denkmalgeschütztes Kirchengebäude in Oelde im Kreis Warendorf (Nordrhein-Westfalen). Das Gebäude steht inmitten des ehemaligen Friedhofes von Oelde, auf dem bis 1819 bestattet wurde.

## Geschichte und Architektur
Bei Archäologischen Grabungen wurden zwei Kreuzfibeln aus der Zeit um 850 gefunden, ein Hinweis auf die lange christliche Tradition in der Gegend.
Die Pfarre wurde 1188 urkundlich erwähnt, sie ist eine der Urpfarreien im Bistum Münster. In einem Güterverzeichnis des Grafen von Dale wurde ein Kirchspiel Oelde genannt. Auch das zusätzliche Patrozinium der Columba deutet auf ein hohes Alter hin. Columba war bis 1652 Hauptpatronin der Kirche, eine im Turm hängende Glocke ist ihr geweiht. Johannes wurde 1652 Patron und verdrängte Columba mehr und mehr.
Der Vorgängerbau von 1457 wurde bis auf einen älteren Westturm und die südliche Sakristei zerstört. Es war eine Kirche mit einem zweijochigen Mittelschiff, einem Chor und Sakramentshaus. Der vorgebaute Turm stand auf der Höhe der heutigen Seitentüren. In der heutigen Kirche ist noch die alte Sakristei erhalten. Danach wurde eine Saalkirche von zwei Jochen mit einem Chor im 5/8 Schluss errichtet. Von 1725 bis 1736 wurden sie durch Anfügung der Seitenschiffe in gotisierenden Formen zur Hallenkirche erweitert. Von 1863 bis 1869 wurde das Gebäude um drei Joche nach Westen verlängert. Die Bauleitung hatte der Diözesanbaumeister Emil von Manger. Die Halle wurde eingewölbt, der neue Westturm erhielt als Abschluss einen Fialenkranz. In die Halle wurden Kreuzgratgewölbe eingezogen, der Chor ist rippengewölbt. Die neugotische Farbverglasung im Langhaus stammt von Franz Xaver Zettler.

### Chor
Der Chor wurde im Laufe der Zeit mehrfach verändert; seine heutige Form bekam er unter der Leitung und Mitwirkung des Architekten Dieter G. Baumewerd; sein Konzept wurde komplett verwirklicht. Das Sakramentshaus wird durch Fenster mit einbezogen. Im Zentrum der fünf zweibahnigen Chorfenster, die von 1979 bis 1980 eingesetzt wurden, steht Christus. Die Entwürfe stammen von Leo Neumann, mit Unterstützung durch Erich W. John. Ausgeführt wurden die Malereien von der Glaswerkstatt Oidmann aus Linnich. Neumann entwarf auch das dreigliedrige Glasfenster an der Südseite. Das Fenster mit der Darstellung der Berufung des Jesaja wurde 1980 fertiggestellt.
In einer Nische in der nördlichen Chorwand werden die heiligen Öle aufbewahrt. Die unzugängliche Kammer unterhalb des Chores war früher eine Krypta oder Taufkapelle und wurde später als Begräbniskammer genutzt. Der Altar, der Priestersitz und der Ambo wurden vorgezogen und auf die Gemeinde ausgerichtet.

### Kirchenschiff
Die Fenster im vorderen Teil des Gebäudes wurden 1975 eingesetzt. An der Südseite sind Darstellungen von Johannes dem Täufer und an der Nordseite das Konzil und das Thema Glaube und Erlösung zu sehen. Zentrales Thema im Johannes-Fenster ist Jesu Taufe im Jordan. Diese Fenster wurden von dem Glasmaler Valentin Peter Feuerstein angefertigt. In der Mittelachse sind die Fenster der Maria gewidmet. Die Entwürfe stammen vom Dombaumeister Hertel. Die übrigen Fenster zeigen verschiedene Ansichten aus dem Leben der Heiligen Petrus, Franz von Assisi, Liudger, Paulus, Antonius von Padua und Elisabeth von Thüringen. Sie wurden in der Zeit von 1927 bis 1951 von verschiedenen Seiten gestiftet. Die Schlusssteine der Gewölbe malte 1981 die Benediktinerschwester Erentrud Trost. Sie zeigen über dem Altar eine Christusdarstellung die von den Evangelisten und den Aposteln umgeben ist.

### Turm
Der Turm ist das Wahrzeichen der Stadt, er ist der Kirche vorgesetzt und besitzt keinen Helm. Die Turmfassade ist auf der Westseite durch ein großes Portal gegliedert, zwischen den beiden Türen steht eine Figur des Kirchenpatrons.

### Columba-Kapelle
Die Columba-Kapelle steht im Anbau an der Nordostseite. In einem Graduale aus der Zeit um 1480, das in Münster aufbewahrt wird, ist eine Sequenz mit ausführlicher Vita der Heiligen erhalten. Sie ist wohl der älteste erhaltene Teil des Gebäudes. Die Statue mit der Darstellung der Anna selbdritt stammt aus der Zeit um 1500, der Künstler ist nicht bekannt. Vermutlich stammt die Statue von einem Seitenaltar aus der Zeit um 1491, der von Jasper von Oer und seiner zusammen mit der zugehörigen Vikarie gestiftet wurde. Die Statue der Columba wurde 1987 von Leo Neumann geformt.

### Sakristei
Bernhard Hertel erstellte Pläne für eine Sakristei, die von 1914 bis 1919 errichtet wurde. Die lange Baudauer erklärt sich durch den Ersten Weltkrieg. Die Wandvertäfelung, die Tische, Schränke und Türen wurden von der Schreinerei Ackfeld in Oelde gefertigt, das Eichenparkett stammt aus derselben Werkstatt. Auch die Decke ist mit Eichenholz vertäfelt. Die Schlusssteine der Vierung in beiden Gewölbekuppeln wurden von Anton Mormann gestaltet. Die Steine zeigen die Verehrung der Maria durch den Bernhard und die Verkündigung der Maria. Der harmonische Gesamteindruck der Sakristei durch zwei Glasmalereien mit der Darstellungen der Märtyrer Laurentius und Stephanus ergänzt. Zwei Gemälde von unbekannten Künstlern aus dem 17. Jahrhundert runden das Bild ab.

## Ausstattung
- Das stattliche Sakramentshaus aus Baumberger Sandstein, mit einem 3/6 Turm ist in indischen Ziffern mit 1491 bezeichnet. Es ist mit einem stattlichen Fialenbesatz geschmückt und ist der Werkstatt Bernd Bunnickman zugeschrieben. Der Bau zu sechs Geschossen schließt mit einer Spitze ab und ist mit einem Pelikan bekrönt. Der Turm steht auf einem Grundriss von 3/6 und lehnt sich an die Wand an. Der Tabernakel, der mit Figuren verziert ist, wird von freistehenden Arkaden getragen. Auf dem Stifterwappen sind Jaspar von Oer auf Geist und seine Gattin Anna von Hoerde vermerkt. Die Wappen sind unter dem baldachinähnlichen Überbau, im oberen Teil der Gitternischen des Sakramentsschreines angebracht. Ein weiteres Wappen befindet sich zwischen dem dreiteiligen Maßwerk, es zeigt die Buchstaben MZ und bezieht sich auf den ehemaligen Pfarrer Menso Zegesinck.[10]
- Der achteckige Taufstein aus Baumberger Sandstein wurde am Anfang des 16. Jahrhunderts angefertigt. Er ist 1,09 Meter hoch und hat einen Durchmesser von 0,93 Metern. Am Becken und am Fuß ist er mit Maßwerk geschmückt. Leo Neumann aus Oelde fertigte 1981 ein Taufbecken mit acht Medaillons an, das in den Stein eingelassen wurde. Die Medaillons umrahmen das Dreifaltigkeitssymbol.[10]
- Der überlebensgroße Kruzifix aus Lindenholz wurde um 1230 geschnitzt. Arme, Kopf, Füße und Teile des Lendentuches wurden ergänzt von Mormann ergänzt und 1927 fertiggestellt. Der Torso wurde um 1900 in Sachsen erworben, er ist dem Wechselburger Typus verwandt. Die Kreuzbalken fertigte Leo Neumann an.[11]
- Die geschnitzte und gefasste Strahlenkranzmadonna wurde nach einem Entwurf des Kölner Dombaumeisters Bernhard Hertel angefertigt. Sie ist mit 1928 bezeichnet. Auf einer Seite ist die Anna selbdritt, auf der anderen die Muttergottes mit dem Jesuskind zu sehen. Die Figurengruppen sind jeweils om Strahlenkranz der Stammväter umrahmt. Der Entwurf stammte vom Baumeister der Kölner Dombauhütte Bernhard Hertel, er wurde 1927 von Anton Mormann verwirklicht. Stifter war der Fabrikant Werner Habig aus Oelde. Die Wappen der drei und das des damaligen Dechanten Bernhard Haard sind im unteren Teil des Kunstwerkes zu sehen.[11]
- Der Marienaltar steht an der Stirnwand des südlichen Seitenschiffes. Bernhard Kahlmeier baute ihn 1982. die künstlerische Leitung hatte Leo Neumann. Um die Statue der Maria sind sechs Szenen aus dem Leben Jesu gruppiert, die von zwölf Heiligenfiguren flankiert sind. Die Figuren sind Überbleibsel aus zwei früheren Seitenaltären: „Maria im Tempel mit Norbert von Xanten und Antonius von Padua, die Vermählung der Maria, Antonius Eremit, Klara von Assisi, die Verkündigung, ein franziskanischer Heiliger und Franz von Assisi, ein Engel erscheint Josef im Traum, Cäcilia und Elisabeth von Thüringen, das Familienidyll mit dem Evangelisten Johannes und der Barbara, eine Zimmermannsszene mit Gottfried von Cappenberg und vermutlich einem Apostel“. Die Figuren wurden in der Werkstatt Allard und Hesselmann, Leo Neumann und von einem unbekannten Künstler gefertigt.[12]
- Neben dem Sakramentshaus ist der Engel mit dem ewigen Licht zu sehen, er ist eine Arbeit des Anton Mormann, der ihn 1921 anfertigte.
- Die neugotischen Figuren von 1924 am Sakramentshaus sind ebenfalls Arbeiten von Mormann. Sie stellen die Heiligen Johannes Evangelist, Thomas von Aquin und Maria, Johannes Baptis, Paulus und Bonaventura dar.[10]
- Im Chor steht ein siebenarmiger Kandelaber, eine Arbeit von 1894 der Goldschmiedewerkstatt Polders aus Kevelaer.
- Die 14 Bilder des Kreuzweges wurden 1881 von Carl Brockmann gemeißelt, gestiftet wurden sie von der Familie Kramer aus Oelde. der Kreuzweg beginnt vorne im nördlichen Seitenschiff.[13]
- An den Säulen des Langhauses stehen Figuren von Karl dem Grpoßen und der Heiligen Liudger, Apollonia und Katharina, Thomas von Aquin, Franz von Assisi, Aloisius und Elisabeth. Sechs dieser Figuren wurden von Carl Brockmann geschnitzt, sie standen ursprünglich auf dem Hauptaltar von 1879. Die Appollonia ist eine Stiftung, den Franz von Assisi stellte Leo Neumann her.[13]
- Die Figuren unter der Orgel sind die des Antonius von Padua, die 1941 von Heinrich Lückenkötter geschaffen wurde und die der Cäcilia, die Mormann 1924 schuf.
- Die Figuren der Heiligen Ignatius von Loyola und des Aloisius von Gonzaga stammen aus der Zeit vor 1850, die Künstler sind nicht bekannt.
- Der Kunsttischler und Schnitzer Franz Schmidt schuf 1884 für einen Predigtstuhl eine vierteilige Tafel mit Darstellungen aus dem Leben Christi: Der zwölfjährige Jesus lehrt im Tempel, die Bergpredigt, die Beauftragung der Jünger und die Geistsendung. Diese Tafel hängt über dem Eingang der Columba-Kapelle.[13]
- Der Ambo mit vier Säulen ist eine Arbeit von Baumwerd.
- Der Altar aus rahmweißem Jura mit einer 400 kg schweren Altarplatte, die auf sieben mal sieben Säulen ruht, wurde von Baumwerd angefertigt. jede dieser Säulen wiegt 135 kg. Im Altar sind, nicht sichtbar für die Gläubigen, die Reliquien der Heiligen Viktor von Xanten und Ursula eingelassen.[11]
- Die Weihnachtskrippe wird alljährlich zur Weihnachtszeit aufgebaut. Seit mehreren Jahren wird diese wieder an die Columba-Kapelle angebaut, früher stand sie unter der Orgelempore. Die Köpfe der Gelenkfiguren sind geschnitzt, sie wurden 1856 für die Krippe in der Kapelle in Möhler gebaut und sind wahrscheinlich Arbeiten von Caspar Ritter von Zombusch aus Herzebrock. Sie wurden 1932 von Julius Mormann ergänzt. Die Gewänder wurden von Frauen aus der Gemeinde in Handarbeit angefertigt.[6]
- In der Sakristei hängt über dem Ankleidetisch die geschnitzte Darstellung einer Golgotha-Szene. Sie zeigt Christus am Kreuz und etliche Figuren am und unter dem Kreuz, die Arbeit stammt von Anton Mormann[9]

### Orgel

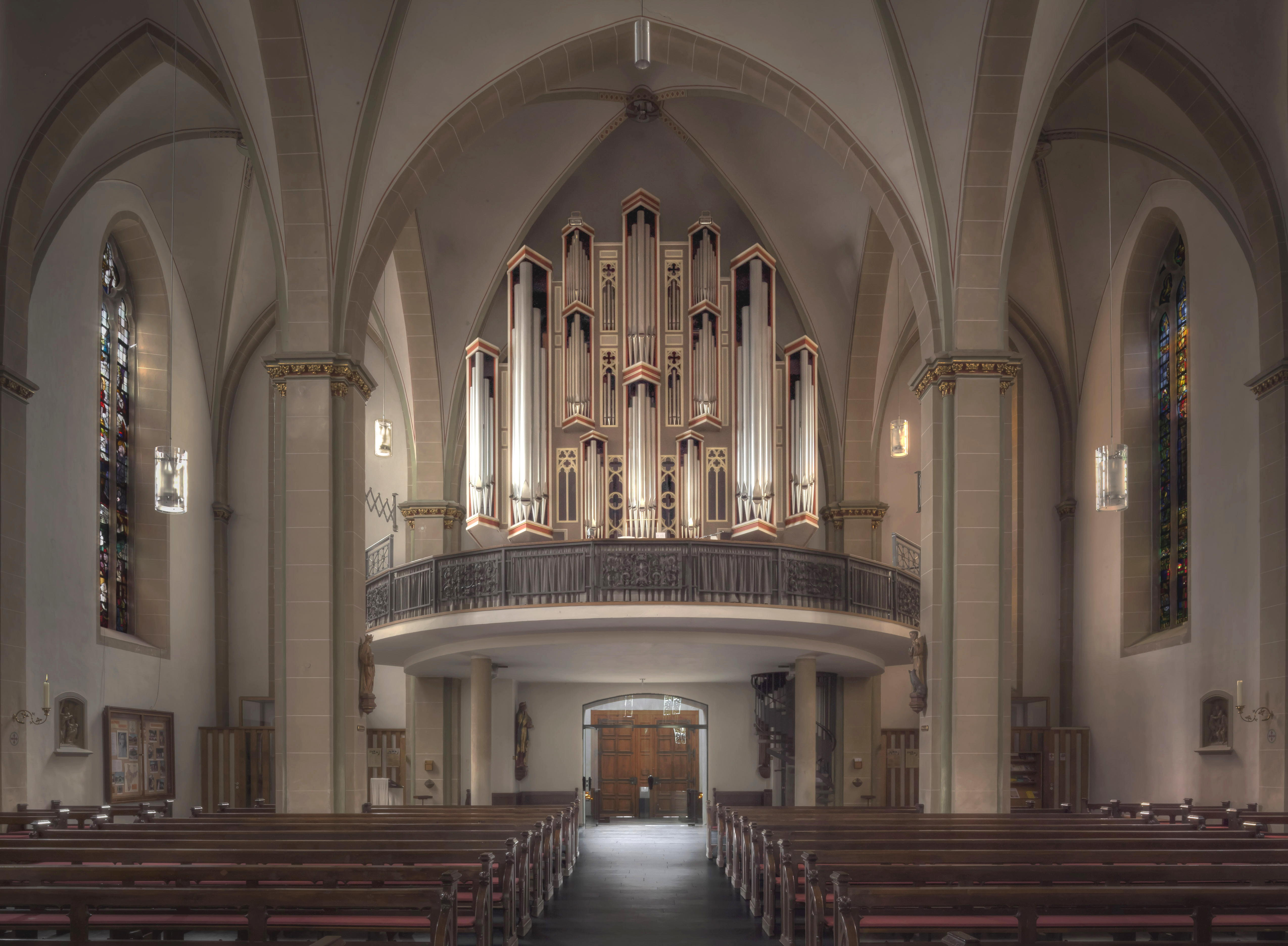
Die Speith-Orgel

Die Orgel wurde 1980 von der Orgelbaufirma Speith aus Rietberg errichtet. Die Disposition erstellten: Günter Müller, Josef Zimmermann, Heribert Friedrich Klein und der Domorganist Heinrich Stockhorst. Den Orgelprospekt entwarf Günther Müller aus Rietberg. Für den Prospekt wurden Holzteile einer Vorgängerorgel aus dem 19. Jahrhundert genutzt. Günther Müller intonierte die Orgel, sie wurde 1996 von Johannes Klein von der Firma Speith-Orgelbau neu intoniert. Das Schleifladen-Instrument hat 49 Register (3366 Pfeifen) auf vier Manualwerken und Pedal. Im Spieltisch ist bereits die Anbindung einer Chororgel (IV. Manual) mit 12 Registern sowie der spätere Einbau von drei Hochdruckregistern (Spanische Trompeten) angelegt. Das Register Vox humana entstammt der pneumatischen Orgel von 1922, welches ins 4. Manual eingebaut wurde als die geplante Chororgel wegen Geldmangel wegfiehl. Die Orgel ist mit 3999 elektronischen Setzerkombinationen, mechanischen Schwellern, einer Crescendowalze, Normalkoppeln und drei Suboktavkoppeln, welche man anstelle der drei Hochdruckregistern eingebaut hat, ausgerüstet.
| I Oberwerk C–a3 |             |        |
| 01.             | Holzgedackt | 08′    |
| 02.             | Dulzflöte   | 08′    |
| 03.             | Praestant   | 04′    |
| 04.             | Nachthorn   | 04′    |
| 05.             | Schwiegel   | 02′    |
| 06.             | Quinte      | 01 ⁄3′ |
| 07.             | Octävlein   | 01′    |
| 08.             | Scharf IV   |        |
| 09.             | Dulzian     | 16′    |
| 10.             | Krummhorn 0 | 08′    |
|                 | Tremulant   |        |

| II Hauptwerk C–a3 |                  |     |
| 11.               | Rohrflöte        | 16′ |
| 12.               | Praestant        | 08′ |
| 13.               | Gemshorn         | 08′ |
| 14.               | Gambe            | 08′ |
| 15.               | Flöte            | 08′ |
| 16.               | Octave           | 04′ |
| 17.               | Kleingedackt     | 04′ |
| 18.               | Sesquialter II 0 |     |
| 19.               | Superoktave      | 02′ |
| 20.               | Mixtur V         |     |
| 21.               | Cymbel III       |     |
| 22.               | Trompete         | 16′ |
| 23.               | Trompete         | 08′ |

| III Récit C–a3 |                     |         |
| 24.            | Quintaton           | 16′     |
| 25.            | Flute               | 08′     |
| 26.            | Salicional          | 08′     |
| 27.            | Voix Coeleste       | 08′     |
| 28.            | Prinzipal           | 04′     |
| 29.            | Flute traversiere 0 | 04′     |
| 30.            | Nasard              | 02 ⁄3′  |
| 31.            | Flute forestiere    | 02′     |
| 32.            | Tierce              | 01 3⁄5′ |
| 33.            | Septieme            | 01 ⁄3′  |
| 34.            | Neuvieme            | 08⁄9′   |
| 35.            | Fourniture V        |         |
| 36.            | Basson              | 16′     |
| 37.            | Hautbois            | 08′     |
| 38.            | Clairon             | 04′     |
|                | Trémolo             |         |

| IV Fernwerk C–a3 |                   |     |  |
| 39.              | Vox Humana (1922) | 08' |  |

| Pedalwerk C–f1 |                |         |
| 40.            | Prinzipalbass  | 16′     |
| 41.            | Subbass        | 16′     |
| 42.            | Bassquinte     | 10 2⁄3′ |
| 43.            | Oktavbass      | 08′     |
| 44.            | Basspommer     | 08′     |
| 45.            | Dolkan         | 04′     |
| 46.            | Bauernpfeife   | 02′     |
| 47.            | Hintersatz IV  |         |
| 48.            | Posaune        | 16′     |
| 49.            | Basstrompete 0 | 08′     |

- Koppeln
  - Normalkoppeln: I/II, III/II, IV/II, III/I, IV/I, IV/III, I/P, II/P, III/P, IV/P
  - Suboktavkoppeln: I/I, II/II, III/III

### Glocken
Im Turm hängen sechs Glocken aus verschiedenen Epochen. Die älteste und kleinste Glocke stammt aus dem Jahr 1483. Zwei Glocken stammen aus dem Jahr 1522 und wurden von dem Glockengießer Wolter Westerhues gegossen. Die 1997 gegossene Johannes-Glocke wurde als Ersatz gegossen für eine Glocke, die 1718 von dem Glockengießer Wilhelm Anton Rincker von Aslahr (Siegerland) gegossen wurde. Diese Glocke war Johannes dem Täufer und der Mitpatronin Kolumba geweiht; sie hatte einen Durchmesser von 101 cm und war auf den Ton fis1 gestimmt. Diese Glocke musste 1917 zu Kriegszwecken abgegeben werden und wurde eingeschmolzen. Im Jahr 2001 kam die Paulus-Glocke hinzu. Sie war für den Kirchgarten der Landesgartenschau gegossen worden.
| Nr. | Name                         | Gussjahr | Gießer                    | Gewicht (kg) | Ø (cm) | Schlagton | Inschrift, Glockenzier |
| --- | ---------------------------- | -------- | ------------------------- | ------------ | ------ | --------- | --- |
| 1.  | Maria                        | 1522     | Wolter Westerhues         | 1550         | 130    | d1        | Est Maria nomen michi. Sacros pulsor ad usus. Sonum dulcoro luctum, paro festa decoro. Cogo sonans homines ad pietatis opus. Anno domini 1522. (Maria ist mein Name. Ich werde geläutet zu heiligem Brauch. Ich versüße den hellen Klang, bereite und verherrliche die #Feste. Ich berufe tönend die Menschen ein zu den Werken der Frömmigkeit. Im Jahr des Herrn 1522) |
| 2.  | Anna und heilige drei Könige | 1692     | unbekannt                 |              |        | e1        | Te Catharina sibi sociam colit Olda patronam regibus et trinis fida sit Anna comes. Anno 1692. Friderikus Christianus a Plettenberg ex Lehnhusen ep. mons. S.R.J. princeps. (Dich, Katharina, verehrt Oelde als seine Mitpatronin. Eine treue Gefährtin möge Anna mit den Heiligen Drei Königen sein. Im Jahr 1692) Verzierung: Fürstbischof Friedrich Christian von Plettenberg (1688–1706) als Stifter genannt. Glocke ist reich verziert, u. a. mit Ranken und Blumengewinde, von Engelsköpfen gehalten, und einem Fries mit Tierbildern, der wohl auf bischöfliche Jagdfreuden zielt. Abgebildet ist zudem eine Madonna in der Mandorla; darüber befinden sich ein Kreuz und ein „Salvator mundi“ (Heiland mit der Weltkugel). |
| 3.  | Johannes                     | 1997     | Petit und Edelbrock       | 850          | 114    | fis1      | 1997 in Erinnerung an die 1917 eingeschmolzene Glocke gegossen: "Sub patrocinio S.S. Joannis Baptistae et Columba" |
| 4.  | Kolumba                      | 1522     | Wolter Westerhues         | 470          | 91     | gis1      | Clerum cum populo cito laudes canere Christo. Fudit Waltherus. Ecce Columba vocor. Anno domini 1522. (Den Klerus mit dem Volk rufe ich herbei, Christus Lob zu singen. Es goss [mich] Walther. Siehe, ich werde Columba genannt. Im Jahr des Herrn 1522). |
| 5.  | Paulus                       | 2001     | Petit und Edelbrock       | 325          | 78     | c2        | Wir haben Frieden mit Gott durch Jesus Christus. Menschenkinder & Gotteskinder LGS Oelde 2001. |
| 6.  | Katharina                    | 1483     | Jasper Volkerus (Münster) | ca. 320      | 74     | h1        | Catherina bin ick ghenant, wan ic rope, so kom to hant [zusammen]. 1483. Jasper me fecit. Verzierung: Vier Brustbilder -- Jesus, Maria, Petrus und Paulus (mit Schwert). |